# بوزمن
بوزمن (به انگلیسی: Bowsman) یک روستا در کانادا است که در منیتوبا واقع شده‌است. بوزمن ۳۱۵ نفر جمعیت دارد.